# Ferrovia Biella-Novara
La ferrovia Biella-Novara è una linea ferroviaria regionale del Piemonte che collega Biella al nodo ferroviario di Novara per Milano e Alessandria, servendo alcuni paesi delle province di Biella, di Novara e di Vercelli.
Inaugurata nel 1939 ed originariamente concessa all'industria privata, la linea ebbe una gestazione travagliata; priva della trazione elettrica inizialmente prevista, la stessa fu oggetto di risoluzione anticipata della concessione venendo incorporata nel 1961 nella rete delle Ferrovie dello Stato.

## Storia

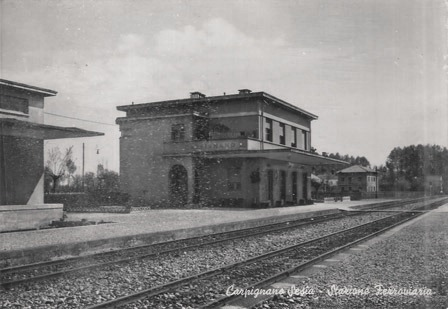
Stazione di Carpignano

Dopo decenni di discussioni e richieste, alimentate soprattutto dalla borghesia industriale di Cossato allora centro in piena espansione, la possibilità di realizzare una ferrovia fra Biella e Novara fu discussa in una riunione dei parlamentari piemontesi presso la camera di commercio di Torino, preludio all'emanazione del regio decreto che il 17 novembre 1925 affidò alla Società Ferrovie Elettriche Novaresi (SFEN) la costruzione e l'esercizio della linea in qualità di subconcessionaria del Comune di Novara, da esercirsi a trazione elettrica.
Intrapresi i relativi lavori, il costo dell'opera risultò pari a 70 milioni di lire e fu realizzata sotto la direzione di Enrico Tavola, su progetto di Francesco Cartasegna, progettista anche del Lingotto di Torino, che rispecchiava quanto definito dal progetto di massima redatto dall'ingegner Rizzo, che fu poi nominato primo presidente della SFEN.

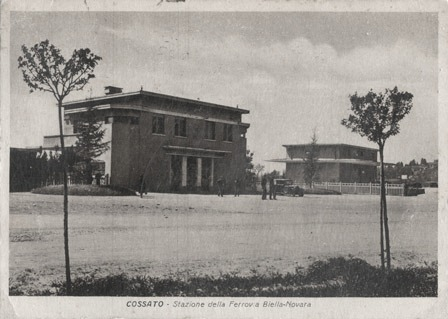
Come si presentava la nuova stazione di Cossato

Il protrarsi dei lavori di costruzione, unitamente alla carenza di capitali e alla decisione di rimandare gli analoghi lavori sulla direttrice Torino-Milano, impose la rinuncia alla trazione elettrica; come conseguenza, la SFEN assunse la nuova denominazione commerciale di Società Ferrovia Biella Novara (SFBN), pur mantenendo sugli orari la precedente ragione sociale.
La linea fu inaugurata il 18 maggio 1939 alla presenza del capo del Governo Benito Mussolini, diventando peraltro operativa solo dal 20 luglio 1940 a causa della necessità di completare alcuni impianti e dell'assenza del materiale rotabile.
Gli eventi legati alla seconda guerra mondiale lasciarono il loro segno sulla linea, con la distruzione dei ponti presso Cerreto Castello operata fra l'8 e il 9 gennaio 1945 ad opera dei partigiani biellesi.
Nel 1958 venne realizzato a Biella il collegamento con la Biella-Santhià, che fino ad allora si attestava al proprio capolinea di Biella Piazza Vittorio Veneto, nel nuovo impianto comune di Biella San Paolo.

### L'esercizio di Stato
Il 21 gennaio 1961, in anticipo rispetto alla naturale scadenza della concessione e su istanza della stessa SFBN, la linea venne incorporata nella rete statale e l'esercizio fu assunto dalle Ferrovie dello Stato, che procedettero al parziale rinnovo dell'armamento.
La gestione FS proseguì negli anni successivi senza particolari clamori o problemi, se si eccettua l'interruzione avvenuta a Biella nel 1978 in conseguenza dei danni al ponte sul torrente Cervo causati da una piena di quest'ultimo.
Esclusa dai periodici elenchi di "rami secchi" da sopprimere, la linea usufruì nel 1990 di uno stanziamento dedicato alla ristrutturazione delle linee secondarie piemontesi che portò entro l'anno successivo alla redazione dei relativi progetti da parte delle FS. La linea fu dunque chiusa al traffico per consentire fra l'altro il completo rinnovo dell'armamento con uno di tipo più pesante con rotaie da 60 kg per metro allacciate su traverse in cemento; il nuovo sistema di esercizio comportò contestualmente il declassamento a fermata delle stazioni di Biella Chiavazza, Vigliano-Candelo, Masserano, questa poi soppressa definitivamente dai nuovi orari, Ghislarengo, Carpignano Sesia e Nibbia, l'introduzione di blocco conta-assi, la predisposizione al CTC, il comando dei passaggi a livello da parte dei treni e un nuovo segnalamento luminoso a protezione dei passaggi a livello stessi e delle stazioni di Biella San Paolo, Cossato, Rovasenda e Casaleggio; queste ultime videro l'installazione di Apparati Centrali Elettrici a pulsanti d'Itinerario. La riapertura all'esercizio avvenne il 19 giugno dell'anno successivo.

### Anni duemila
All'inizio degli anni duemila, la gestione della linea passò a Rete Ferroviaria Italiana, la quale avviò i primi interventi mirati all'elevazione della velocità ammessa.

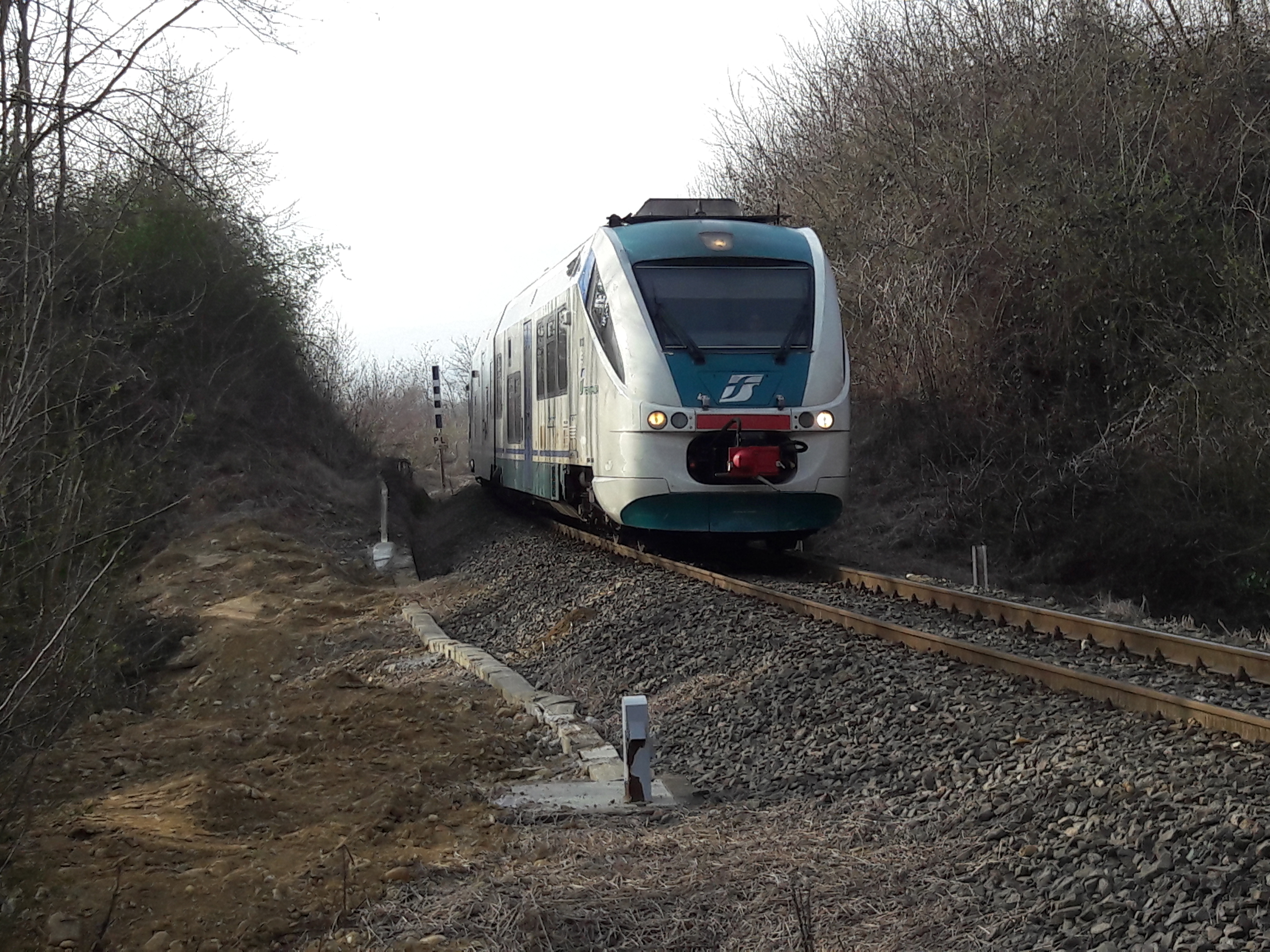
Il tratto curvilineo della Battiana

A partire da inizio anno 2016, enti privati, Regione e comuni si sono uniti per finanziare un progetto volto principalmente ad elettrificare la tratta Biella-Santhià, oltre ad effettuare studi sul miglioramento della Biella-Novara (che inizialmente includeva nell'elettrificazione anche il tratto Biella-Cossato, lasciato poi in sospeso per il problema di un tunnel). Tale progetto è nato per risolvere il problema dell'isolamento dovuto alla mancanza di relazioni dirette verso alcune località importanti come Torino e Milano e a migliorare l'efficienza delle ferrovie biellesi.
Nel frattempo si verifico un incidente durante Il maltempo del 28 febbraio 2016, che provocò il cedimento del muro di contenimento nella frazione Battiana di Lessona, facendo deragliare una delle due automotrici in corsa verso Novara, ma fortunatamente si concluse senza feriti. Tale evento fu frutto delle carenti condizioni di sicurezza dell'infrastruttura.
Il progetto atteso è stato firmato il 20 maggio 2016, con l'impegno delle aziende firmatarie a versare la propria quota per coprire il costo di 150000 €. A fine anno sono stati stanziati dalla Regione 27000000 € per avviare un programma di lavori su base triennale per l'ammodernamento e la messa in sicurezza di entrambe le linee ferroviarie. Tali lavori riguardano la sostituzione della massicciata, al rinnovo dell'armamento e alla prevenzione per il dissesto idrogeologico. A marzo 2018 sono stati stanziati altri 4 milioni da RFI per il consolidamento dei ponti sui principali torrenti (contro l'erosione e il dissesto idrogeologico) e la velocizzazione della linea, portando il limite di velocità al di sopra dei 100 km/h (rispetto ai 90 km/h in vigore), in modo da ridurre i tempi di percorrenza.
Il 18 febbraio 2022 è stato approvato un accordo per la realizzazione di una fermata ad Agognate, al servizio del nuovo centro logistico di Amazon, siglato con la Regione, il Comune di Novara, RFI e Vailog (società di trasporto europeo); conclusa l'8 gennaio 2023. Inoltre, nella stessa località è stato realizzato un posto di movimento, dotato di Apparato centrale computerizzato, per la gestione remota del raccordo merci con la ditta Intermodaltrasporti, dalla stazione di Novara; attivato dal 28 febbraio 2023. La realizzazione di tale impianto ha comportato l'installazione di nuovi segnali luminosi e la sostituzione del vecchio sistema di controllo SSC (Sistema di Supporto alla Condotta del macchinista), con il moderno SCMT (Sistema Controllo Marcia Treno), nel tratto Nibbia-Novara.

## Caratteristiche
| Continuation backward |

| Station on track |

| Enter and exit tunnel |

| Small bridge over water |

| Unknown route-map component "HSTeBHF" |

| Unknown route-map component "HSTeBHF" |

| Small bridge over water |

| Station on track |

| Small bridge over water |

| Small bridge over water |

| Unknown route-map component "eBHF" |

| Small bridge over water |

|  | Unknown route-map component "CONTgq" | Unknown route-map component "KRZu" | Transverse track | Unknown route-map component "STR+r" |

|  |  | Unknown route-map component "eKRWgl" | Unknown route-map component "KRW+lxr" | Unknown route-map component "KRWgr" |

|  |  | Station on track | Straight track | Station on track |

|  |  | Unknown route-map component "KRWg+l" | Unknown route-map component "KRWr" | Straight track |

|  |  | Straight track |  | Continuation forward |

| Unknown route-map component "HSTeBHF" |

| Unknown route-map component "hKRZWae" |

| Unknown route-map component "HSTeBHF" |

|  | Unknown route-map component "uexSTR+l" | Unknown route-map component "emKRZ" | Unknown route-map component "uexBHFq" | Unknown route-map component "uexCONTfq" |

| Unused straight waterway | Unknown route-map component "SKRZ-Au" |  |

| Unknown route-map component "uexBHF" | Stop on track |  |

| Unknown route-map component "uexCONTgq" | Unknown route-map component "uexSTRr" | Straight track |  |  |

| Station on track |

| Unknown route-map component "HSTeBHF" |

| Unknown route-map component "SKRZ-Au" |

| Small bridge over water |

| Unknown route-map component "CONTgq" | Unknown route-map component "KRZu" | Unknown route-map component "CONTfq" |

| Stop on track |

| Non-passenger station/depot on track |

| Small bridge over water |

| Unknown route-map component "CONTgq" | Unknown route-map component "ABZg+r" |  |

|  | Unknown route-map component "ABZg+l" | Unknown route-map component "CONTfq" |

| Unknown route-map component "b" | Unknown route-map component "eABZg+l" | Unknown route-map component "exdBHFq" | Unknown route-map component "exdLSTRq" | Unknown route-map component "exvSTR+r-" |

| Unknown route-map component "b" | Unknown route-map component "ABZgl" | Unknown route-map component "vSTR+r-" | Unknown route-map component "dABZxl+l" | Unknown route-map component "dCONTfq" |

| Unknown route-map component "b" | Station on track | Unknown route-map component "dABZgl" | Unknown route-map component "dBHFq" | Unknown route-map component "vSTRr-" |

| Unknown route-map component "b" | Unknown route-map component "ABZg+l" | Unknown route-map component "dABZql" | Unknown route-map component "dDSTq" | Unknown route-map component "CONTfq" |

| Unknown route-map component "CONTgq" | Unknown route-map component "ABZlr" | Unknown route-map component "CONTfq" |

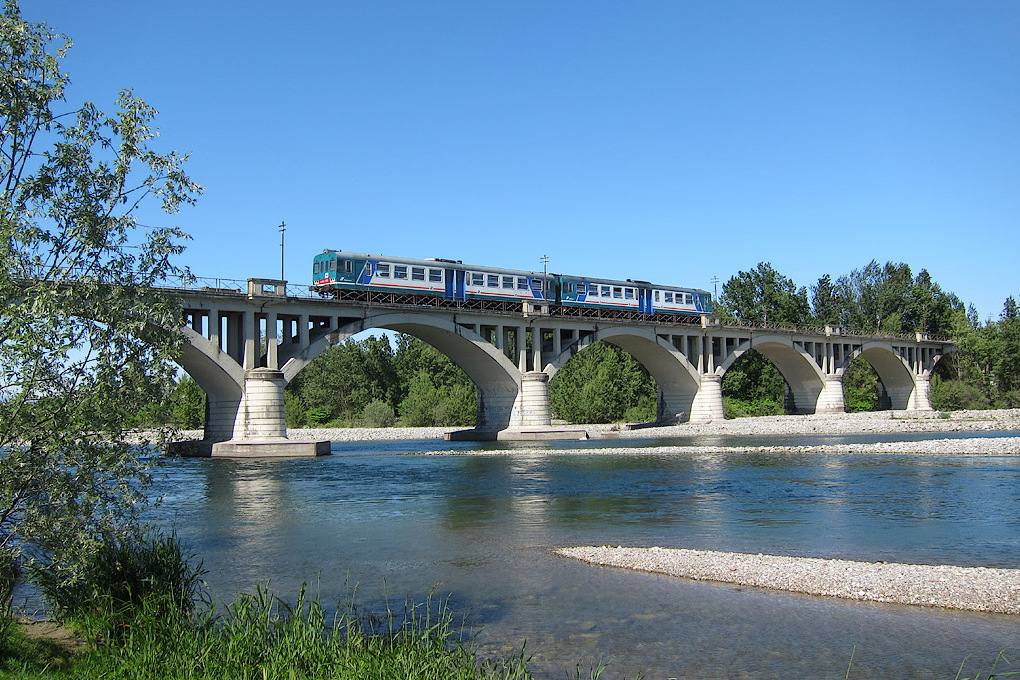
Il ponte ferroviario sul fiume Sesia

La linea è una ferrovia a binario semplice non elettrificato e ordinario lunga complessivamente 50,8 km. Il gestore Rete Ferroviaria Italiana la qualifica come "linea complementare".
A seguito dei provvedimenti di semplificazione adottati negli anni novanta, rimangono tre stazioni che costituiscono un punto di scambio: Cossato, Rovasenda e Casaleggio che dispongono di binari di incrocio e precedenza.  La stazione di Rovasenda svolge anche il ruolo di interscambio con la Santhià-Arona. I treni possono raggiungere la velocità massima di 90 km/h.
Si tratta di una linea dall'andamento regolare, il cui sviluppo in curva non supera il 22 % del totale e che presenta una pendenza media del 5,5 per mille con punte massime del 20,4 per mille. In totale sono presenti due gallerie, quattordici ponti da una a nove campate, quindici cavalcavia e altre opere minori. Il raggio minimo delle curve non scende sotto ai 300 m.

### Sicurezza e segnalamento
La linea venne aperta all'esercizio con il regime d'esercizio del Dirigente Unico, essendo la linea a scarso traffico, combinato con il regime di circolazione del Blocco Elettrico Manuale, sistema all'avanguardia per l'epoca, in luogo del blocco telefonico garantendo un livello di sicurezza nettamente maggiore.
Anche le stazioni vennero sin dall'inizio dotate di apparati centrali elettrici per la manovra centralizzata dei deviatoi e dei segnali, altro netto miglioramento rispetto alle linee statali dove la manovra avveniva a mano sul piazzale. Erano presenti poi gli istrumenti di blocco e i pedali di occupazione / liberazione dei tratti di linea.
Il segnalamento utilizzato non era quello utilizzato sull'infrastruttura ferroviaria nazionale, ambito FS, anche se condivideva diversi aspetti fondamentali: ogni stazione disponeva di doppio segnalamento perennemente luminoso di 1ª categoria di protezione e partenza (il segnale di avviso veniva implementato qualora il segnale di protezione non fosse visibile a 700 m di distanza).
Data l'ingente quantita di passaggi a livello presenti in linea, i tratti di linea erano divisi in due e gestite (solamente per quanto riguardava i PL) come segue: i segnali di partenza, oltre ad avere la condizione di blocco elettrico, verificavano l'avvenuta chiusura di tutti i PL e, in caso ciò non avvenisse, assumevano l'aspetto giallo se comandati a via libera. All'inizio della seconda sezione di linea veniva posto un segnale a vela ovale, con sola protezione dei PL, che poteva assumere gli aspetti di giallo e verde.

### Percorso

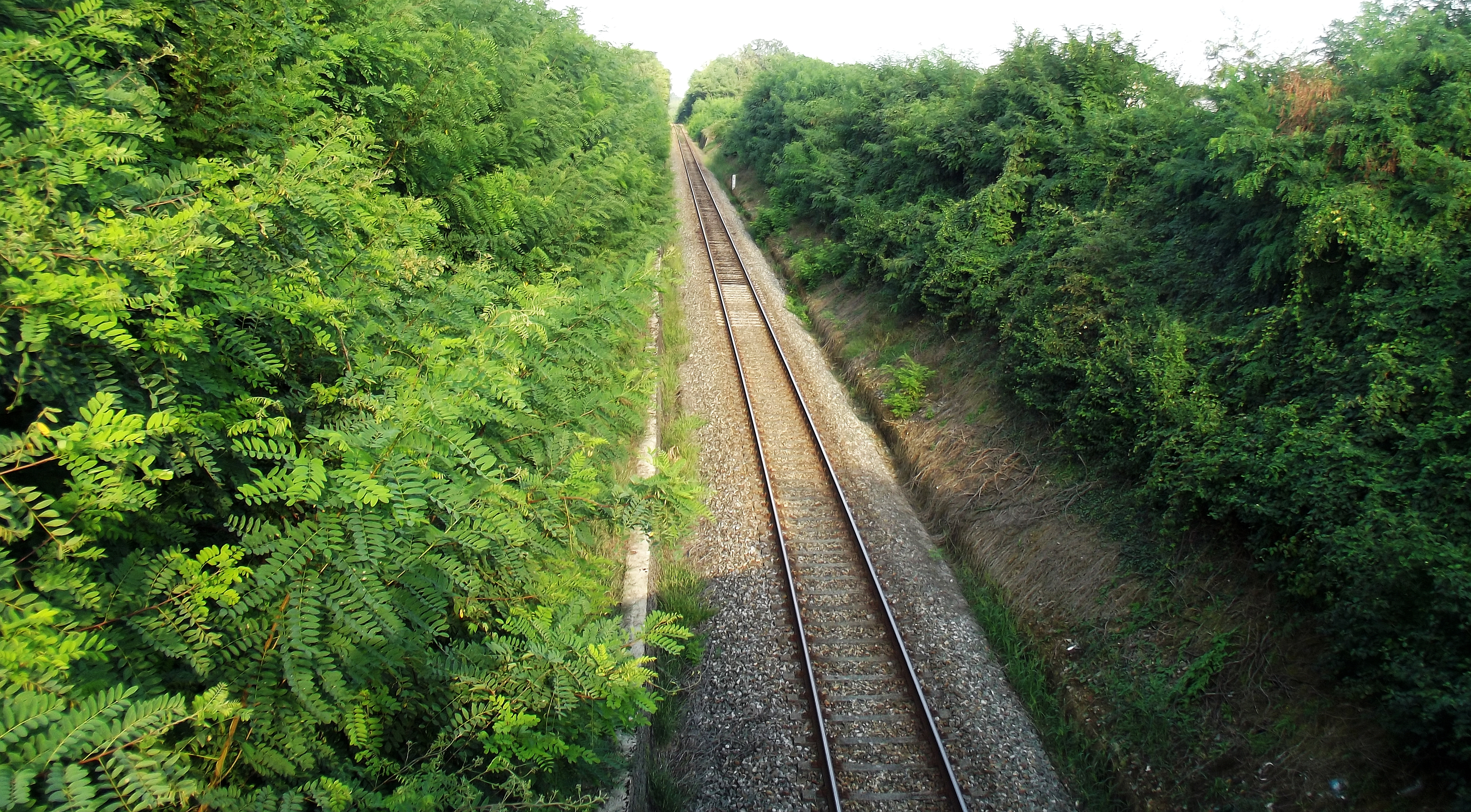
La ferrovia tra Cossato e Masserano

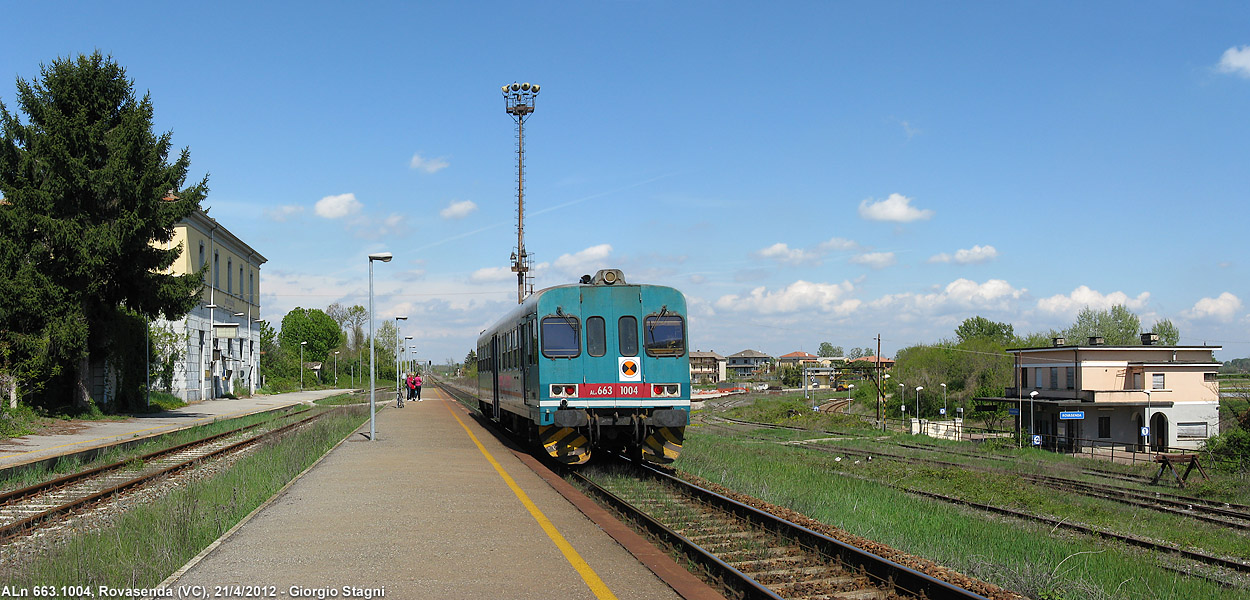
Lo scalo di Rovasenda, con le due stazioni e il piazzale intermedio

Partita da Biella la linea impegna due brevi gallerie costeggiando il torrente Cervo sulla sponda sinistra, per poi sbucare a Chiavazza sul ponte che lo attraversa; il binario prosegue attraversando l'area suburbana di Biella fino a Cossato, superando il torrente Quargnasca.
Da Cossato, superato il ponte del torrente Strona, si incontra un paesaggio caratterizzato dalle cosiddette "Baragge" nei pressi di Castelletto Cervo, per poi procedere in mezzo ai campi di grano e riso, incontrando il torrente Ostola e quello di Rovasenda. A Rovasenda la ferrovia incrocia il tracciato della Santhià-Arona, priva di esercizio, che viene sottopassata; il dislivello tra le due linee impose la creazione di due stazioni separate e fra loro raccordate.
Il resto del percorso continua in mezzo alle risaie. Tra Ghislarengo e Carpignano Sesia, la ferrovia attraversa il fiume Sesia e superato il paese passa sotto l'autostrada A26. Uscendo da Nibbia il binario sottopassa i cavalcavia su cui scorrono l'autostrada A4, e la ferrovia ad alta velocità della Torino-Milano. Fra di essi viene incrociato altresì il Canale Cavour. Subito dopo i cavalcavia sono presenti due raccordi ferroviari dell'azienda Intermodaltrasporti di Agognate, uno rivolto verso Biella e l'altro per Novara, entrambi soppressi nel 2014, mentre il secondo è stato riattivato nel 2017.
Infine, superato il torrente Agogna, la linea giunge a Novara, immettendosi sulla linea Torino-Milano.

## Traffico
Dal 2000 la linea è servita da treni regionali svolti da Trenitalia nell'ambito del contratto di servizio stipulato con la Regione Piemonte.
Nel 2017 risulta nuovamente attivo il traffico merci con l'azienda Intermodaltrasporti di Agognate (Fino al 2014 nominata "Centro Merci Agognate"), che coinvolge solo il tratto finale della linea verso Novara.
In passato l'offerta risultava più variegata per la presenza di relazioni dirette verso Milano: tali caratteristiche corse effettuate dalle automotrici SFBN, nell'immediato dopoguerra vennero portate a tre, una delle quali si attestava a Milano Porta Nuova.
A rimarcare il carattere pendolare del traffico che ha sempre interessato la ferrovia, nel 1993 furono istituite tre coppie feriali supplementari fra Biella e Cossato, mentre con l'orario estivo 1999 furono introdotte tre coppie feriali e una festiva sull'intero percorso in conseguenza di un'intesa fra la neocostituita Provincia di Biella e le FS.
Dal 2009 la linea fu interessata da collegamenti diretti con la località di Albenga, effettuati con una coppia di regionali veloci festivi durante i periodi estivi. Altri collegamenti diretti riguardarono le località di Pavia. A dicembre 2011 furono istituite due coppie regionali feriali per Milano Porta Garibaldi. Tutte le relazioni dirette furono soppresse a partire dal nuovo orario invernale del 15 dicembre 2013 ad eccezione di Santhià, quest'ultima poi soppressa dal 14 giugno 2015, riducendo la linea ad un ruolo esclusivamente locale.

## Materiale rotabile
Per l'avvio dell'esercizio della linea si fece inizialmente ricorso al noleggo di locomotive a vapore e carrozze da parte della Società Anonima Strade Ferrate di Biella (SFB) che eserciva l'omonima linea, in attesa della consegna alla SFBN del materiale specificamente ordinato per la linea.
Questo era rappresentato da un originale gruppo di sette automotrici classificate AUTO 2N.BC.76 01-07 inizialmente destinate alle ferrovie egiziane, che la società esercente aveva acquistato dalla Fiat in conseguenza delle conseguenze sui mercati internazionali della guerra allora in atto. Si trattava di unità analoghe alle coeve Aln 56 FS, atte al comando multiplo e dotate di 76 posti a sedere e compartimento bagagli, che furono adattate equipaggiandole con l'impianto di riscaldamento di cui erano inizialmente prive; come schema di coloritura fu mantenuto quello blu e avorio con tetto color alluminio.
A causa della penuria di carburanti imposta dalle ristrettezze economiche l'esercizio a vapore proseguì ancora per alcuni anni, inducendo la SFBN a cedere alla SFB due delle automotrici in conto pagamento del noleggo. Altri rotabili impiegati dalla SFBN in tale periodo, alcuni dei quali successivamente riscattati, provenivano dal parco delle Ferrovie Nord Milano (una locomotiva gruppo 240 ceduta nel 1940, due del gruppo 280 cedute nel 1954-1955 e cinque del gruppo 220 cedute tra il 1939 e il 1947), e da quello delle FS.
Con il riscatto della linea da parte delle FS queste attuarono un programma di revisione delle automotrici SFBN, che vennero immatricolate come ALn 776 e affiancate dalle più moderne ALn 772 fino al 1971, anno in cui furono accantonate per essere poi vendute alle Ferrovie del Gargano Quasi tutte demolite poco dopo, rimane l'esemplare 1001, preservato a cura del Museo ferroviario piemontese..
I servizi merci inizialmente erano affidati alle locomotive SFB 241-243 analoghe alle 940 FSe; successivamente, sotto la gestione FS, a macchine dei gruppi 640, 735 e, per le manovre in stazione a Biella San Paolo, 880, tutte assegnate al Deposito locomotive di Novara.
In seguito all'accantonamento dell'ALn 772, sulla linea entrarono in azione le automotrici ALn 668.1500 di costruzione Breda, che ripresero a viaggiare fra Biella e Santhià anche alla riapertura della linea del 1992.
Fra i primi atti consentiti agli enti locali in conseguenza del nuovo quadro normativo che derivava dalla riforma delle ferrovie allora in atto, la neocostituita provincia di Biella finanziò nel 1999 la revisione di quattro ALn 668.1500, che vennero rimotorizzate, e due ALn 668.3100, tutte dotate di impianto di climatizzazione, allora non diffuso su questo tipo di rotabili. Con il progressivo accantonamento delle "668" delle serie più datate queste vennero via via sostituite con esemplari più moderni del medesimo gruppo e con ALn 663. Dal 2005 sono stati introdotti i primi treni Minuetto, che con l'avanzare del tempo hanno sostituito quasi tutte le ALn 663.

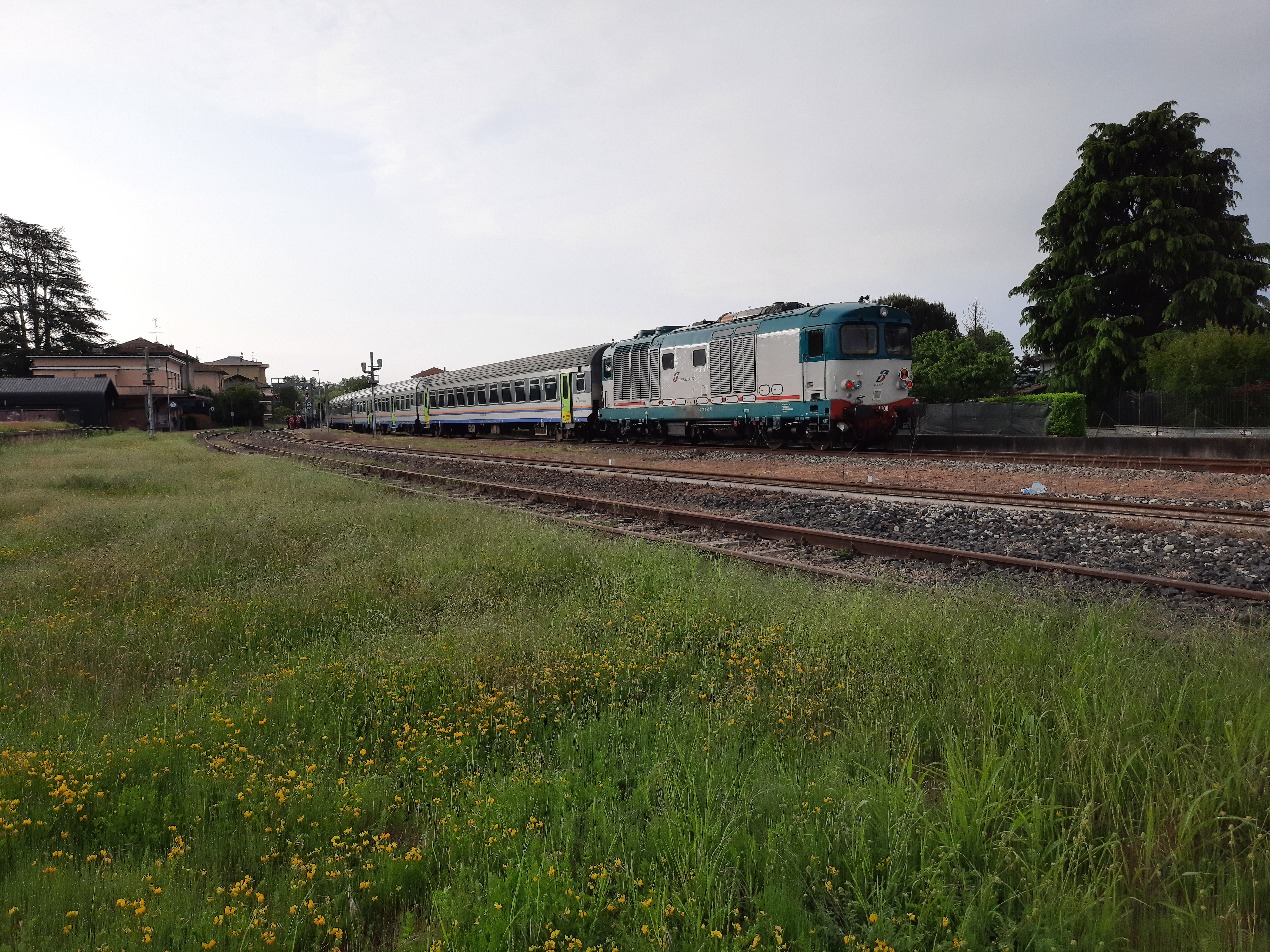
Navettone a Cossato, in attesa d'incrocio

Fino al 2011 alcune corse erano effettuate dai treni a composizione ordinaria, con le carrozze MDVC e MDVE in trazione ai loco D 445, per effettuare principalmente le relazioni dirette tra Biella e Torino via Santhià; mentre alcuni erano di turno dopo aver effettuato il servizio su altre tratte. Dopo 14 anni di assenza, questo tipo di materiale (noto come "Navettone") è tornato eccezionalmente a circolare sulla Biella-Novara, in occasione della 96ª Adunata Nazionale degli Alpini tenutasi a Biella il 10 e 11 maggio 2025. A fine agosto di ogni anno fino al 2012 circolava inoltre un convoglio speciale, organizzato dalla UNITALSI per il pellegrinaggio, che effettuava come servizio l'espresso Biella-Lourdes ed era composto dalle carrozze  UIC-Z.

### Fonti
- Nico Molino, 7 automotrici da Biella a Novara, in I Treni Oggi, n. 48, marzo 1985, pp. 18–24.
- Fascicolo Linea 14 (PDF), su Rete Ferroviaria Italiana, dicembre 2003. URL consultato il 31 ottobre 2021.
- FENIT 1946 1996, Roma, Ed. FENIT, 1996.
- Valerio Cirio, Per una storia dei territori novaresi: la Ferrovia Biella-Novara 1883-1939, in Storia urbana, Anno 14, n. 52 (1990), pp. 75–106.
- Mario Matto, La ferrovia Biella-Novara: una linea dalla lunga gestazione, in Santhià e la ferrovia: una storia che dura 150 anni, GS Editrice, Santhià, 2006, pp. 169–175, ISBN 88-87374-95-3.
- Luigi Ballatore, Storia delle ferrovie in Piemonte, Il Punto, Torino, 2002. ISBN 978-88-88552-00-2.
- Marco Signoretto, Treni e tram nel Biellese - Storia ed attualità dei trasporti pubblici biellesi, Editoriale del Garda, Rivoltella del Garda, dicembre 1988, ISBN 88-85105-02-5.

### Testi di approfondimento
- E. Mellini, La ferrovia Novara-Biella, in Rivista tecnica delle ferrovie italiane, gennaio 1941.